# Vincent Arthur Smith
Vincent Arthur Smith (Dublin, 3 juni 1848 - Oxford, 6 februari 1920) was een Brits oriëntalist en kunsthistoricus.
Smiths vader was de archeoloog en numismaticus Aquilla Smith. De jongere Smith studeerde rechten aan Trinity College, waarna hij voor de Indian Civil Service ging werken. Tussen 1871 en 1900 diende hij in de United Provinces (tegenwoordig Uttar Pradesh), waar hij carrière maakte als bestuurder en jurist. Tijdens zijn dienst voor de Civil Service raakte hij geïnteresseerd in de lokale geschiedenis, maar zijn werk gaf hem onvoldoende tijd zich aan grootschalig archeologisch onderzoek te wijden.
In 1900 ging hij vervroegd met pensioen om zich geheel aan de studie van de Indiase geschiedenis te wijden. Zijn werk was met name gericht op de kunstgeschiedenis van India en Ceylon (Sri Lanka), maar ook schreef hij over de rijken van Asoka (3e eeuw v.Chr.), de Saka's, de Kushana's (2e eeuw n.Chr.), de Vakataka's (5e eeuw) en Akbar de Grote (16e eeuw). Zijn interesse lag met name bij het eerste millennium n.Chr., waarvan hij de chronologie probeerde te ontrafelen door de studie van inscripties en oude munten. Zijn belangrijkste werk lag echter in het samenvatten van alle tot dan toe bekende informatie over de Indiase geschiedenis. 
Smith was vooral bekend als schrijver van The Oxford history of India, dat in de 20e eeuw als standaardwerk op het gebied van de Indiase geschiedenis gold. Hij werd onderscheiden als Companion of the Order of the Indian Empire.